# Tarjeta de banda magnética

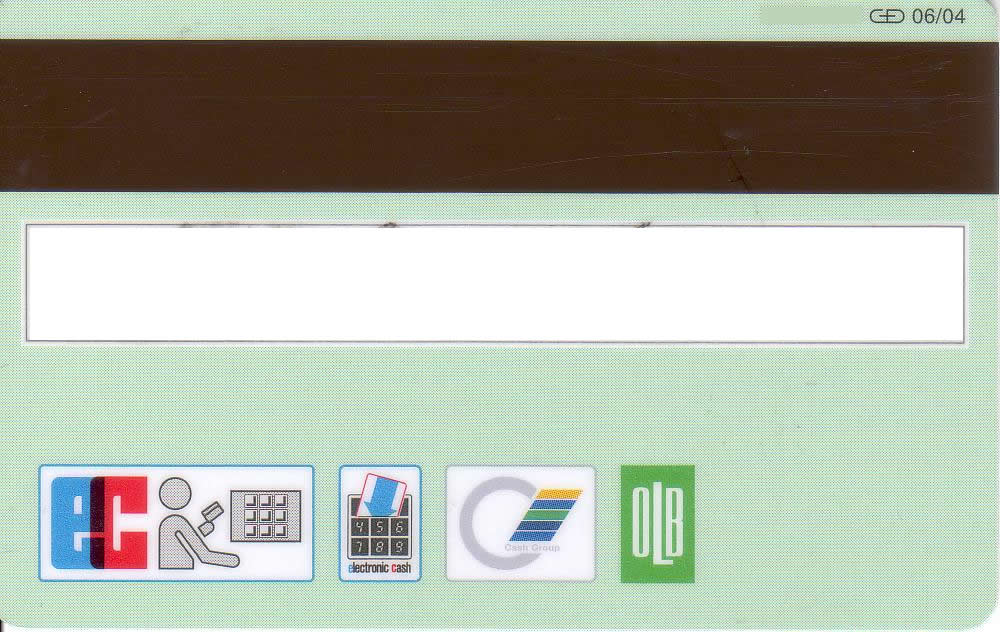
Banda magnética en una tarjeta.

Una tarjeta de banda magnética es una tarjeta que tiene una banda magnética que lleva un código para identificarlas rápidamente. Actualmente se usan como:
- tarjeta de crédito y de débito,
- en cerraduras electrónicas,
- cajas fuertes,
- vale como pago de un servicio. Dispensación de agua, tiempo de juego en una máquina, hasta para pagar un viaje de colectivo o un pago en línea,
- programas de fidelización. El bajo coste de las tarjetas de banda magnética, mucho menor que las tecnologías más seguras, hace que sea ideal para repartir sin coste a los clientes para una aplicación de fidelización.

## Banda magnética
Una banda magnética (llamada a veces magstripe como abreviación de magnetic stripe) es toda aquella banda oscura presente en tarjetas de crédito, abonos de transporte público o carnés personales que está compuesta por partículas ferromagnéticas incrustadas en una matriz de resina (generalmente epoxi) y que almacenan cierta cantidad de información mediante una codificación determinada que polariza dichas partículas. La banda magnética es grabada o leída mediante contacto físico pasándola a través de una cabeza lectora/escritora gracias al fenómeno de la inducción magnética. Fue inventada por IBM en 1962
En aplicaciones estándar de tarjetas de identificación, como las usadas para las transacciones financieras, la información contenida en la banda magnética se organiza en diferentes pistas. El formato y estructura de datos de estas pistas están regulados por los estándares internacionales ISO7813 (para las pistas 1 y 2) e ISO4909 (para la pista 3).
Estas tarjetas contrastan con la nueva generación de tarjetas inteligentes que contienen un chip con contactos metálicos, o tarjetas sin contacto que usan un campo magnético o radiofrecuencia (RFID) para la lectura a una distancia media.

## Tarjetas financieras
En las tarjetas de banda magnética puede haber tres pistas o tracks, conocidas como 1, 2 y 3. La Pista 3 es la menos utilizada, y a veces no se encuentra ni siquiera físicamente presente en la tarjeta al emplearse una banda magnética más estrecha. Los lectores de los TPV siempre leen las pistas 1 o 2: la información mínima necesaria para realizar una transacción se encuentra en ambas pistas.  La pista 1 tiene una mayor densidad de bits, es la única que puede contener caracteres alfanuméricos, y por tanto es la única que puede contener el nombre del portador de la tarjeta. 
La información de la Pista 1 de las tarjetas financieras puede estar contenida en varios formatos: A, reservado para el uso propietario del emisor de la tarjeta, B, descrito debajo, C-M, reservado para el uso del Subcomité ANSI X3B10, y N-Z, formatos disponibles para su uso por emisores individuales de tarjetas. 
Pista 1, Formato B:
- Centinela de Inicio — un carácter (generalmente '%')
- Código de formato="B" — un carácter (solo alfabético)
- Primary account number (PAN) — hasta 19 caracteres. A menudo (pero no siempre) coincide con el número de tarjeta impreso en el anverso de la tarjeta.
- Separador de Campo — un carácter (generalmente '^')
- Nombre — de 2 a 26 caracteres
- Separador de Campo — un carácter (generalmente '^')
- Fecha de Caducidad — cuatro caracteres en el formato YYMM.
- Código de Servicio — tres caracteres
- Datos discrecionales — puede incluir el Pin Verification Key Indicator (PVKI, 1 carácter), PIN Verification Value (PVV, 4 caracteres), Card Verification Value or Card Verification Code (CVV o CVC, 3 caracteres)
- Centinela de final — un carácter (generalmente '?')
- Longitudinal redundancy check (LRC) — un carácter, y otro carácter de validez calculado a partir de otros datos de la pista.

Pista 2:  Esta pista se escribe con un esquema de 5 bits (4 de datos y uno de paridad), lo que permite dieciséis posibles caracteres: los números 0-9 más seis símbolos de puntuación. Los dieciséis códigos se corresponden con los códigos  ASCII del 0x30 al 0x3F. El formato de datos es el siguiente:
- Centinela de Inicio — un carácter (generalmente ';')
- Primary account number (PAN) — hasta 19 caracteres. A menudo (pero no siempre) coincide con el número de tarjeta impreso en el anverso de la tarjeta.
- Separador — un carácter (generalmente '=')
- Fecha de Caducidad — cuatro caracteres en el formato YYMM.
- Código de Servicio — tres caracteres. El primer dígito especifica las reglas de intercambio, el segundo los procedimientos de autorización y el tercero el rango de servicios.
- Datos discrecionales — como en la Pista 1.
- Centinela de final — un carácter (generalmente '?')
- Longitudinal redundancy check (LRC) — un carácter, y otro carácter de validez (no necesariamente visible) calculado a partir de otros datos de la pista.